# Macrohoughiopsis similis
Macrohoughiopsis similis là một loài ruồi trong họ Tachinidae.